# Ada Ciganlija

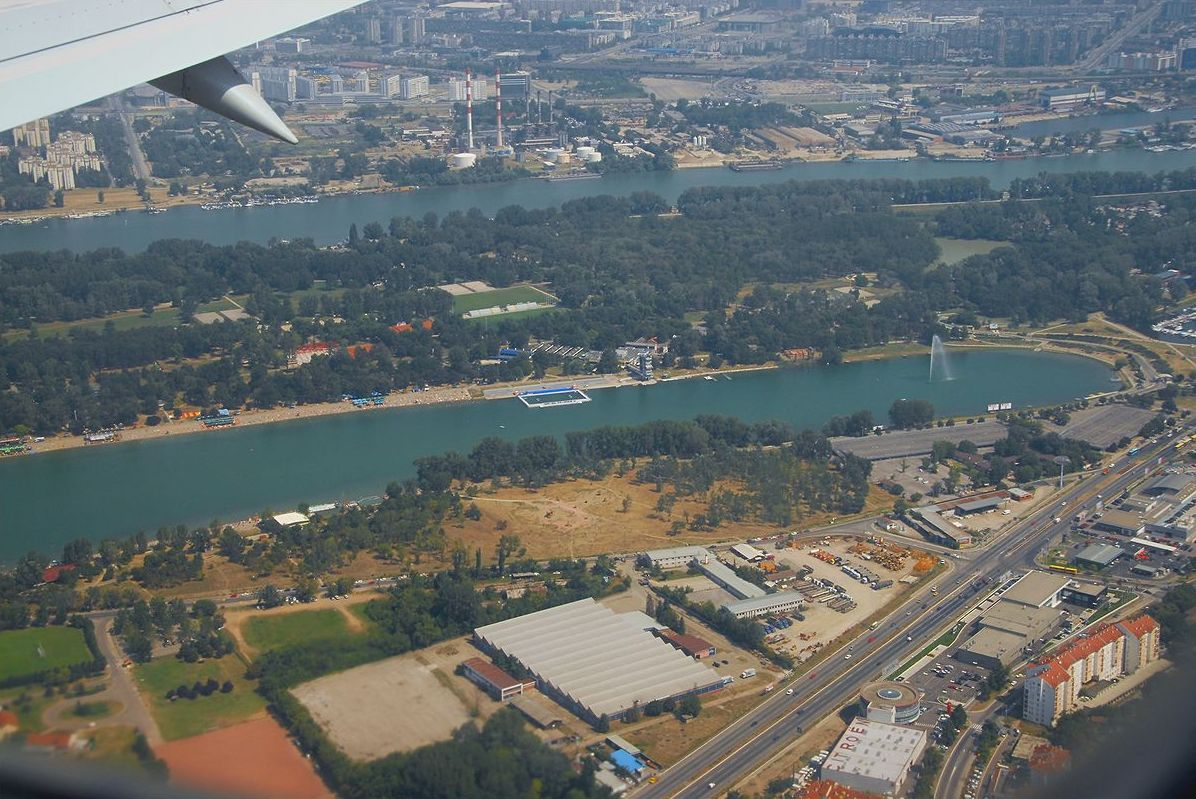
widok z samolotu

Ada Ciganlija lub po prostu Ada (serb. Ada Ciganlija) – półwysep i sztucznie utworzony zalew rekreacyjny w Belgradzie. Zalew nastał w 1967 roku przez połączenie wyspy rzecznej z lądem. Zalew znajduje się przy rzece Sawa w centralnej części Belgradu. W ostatnich kilku dekadach Ada stała się bardzo popularnym miejscem rekreacyjnym, najbardziej znanym z plaż i obiektów sportowych, które w sezonie letnim mają ponad 100 000 odwiedzających dziennie i do 300 000 odwiedzających w weekend. Belgradczycy wypoczywają tam w upalne dni lata, korzystając z kajaków, rowerów i nart wodnych, a także z obiektów sportowych różnych dyscyplin jak: kolarstwo, golf, piłka nożna, koszykówka, siatkówka, rugby, baseball i tenis. Dostępne są również skoki z bungee i paintball. Wokół zalewu znajdują się kawiarnie i kluby czynne latem całą dobę, organizujące koncerty i nocne imprezy plażowe.